# Římskokatolická farnost Žiželice
Římskokatolická farnost Žiželice je územním společenstvím římských katolíků v rámci kutnohorsko-poděbradského vikariátu královéhradecké diecéze.

## Historie
Kostel, zasvěcený svatému opatu Prokopovi v Žiželicích pochází ze 13. století. V roce 1830 kostel vyhořel, v důsledku čehož se nezachovalo jeho barokní vybavení, které pocházelo ze druhé poloviny 17. století. Současné vybavení je novobarokní z období po rekonstrukci kostela. V této době dostal kostel také ploché stropy v lodi i presbytáři.

## Správa
Farnost zahrnuje kromě obce Žiželice včetně všech jejích částí také obce Hlavečník, Kladruby nad Labem (vč. části Bílé Vchynice), Převýšov, Radovesnice II (vč. části Rozehnaly), Tetov a Uhlířská Lhota (včetně části Rasochy s filiálním kostelem sv. Havla).
Žiželická farnost je spravována excurrendo z děkanství Týnec nad Labem společně s farnostmi Konárovice, Ohaře a Sány.

### Duchovní správci
- 23. října 2007 – 31. prosince 2020 P. Mgr. Cyril Solčáni, administrátor
- 1. ledna 2021 – 31. července 2023 P. Mgr. Cyril Solčáni, farář
- od 1. srpna 2023 P. Mgr. Radosław Deręgowski, MSF, administrátor excurrendo[2]

| Kostel                        | Místo    | Bohoslužba                     | Bohoslužba  | Poznámka        |
| ----------------------------- | -------- | ------------------------------ | ----------- | --------------- |
| Kostel svatého Havla, opata   | Rasochy  | poslední neděle v měsíci pátek | 09.30 18.00 | filiální kostel |
| Kostel svatého Prokopa, opata | Žiželice | neděle čtvrtek                 | 11.00 18.00 | farní kostel    |